# Espacio interior
Espacio interior, película basada en hechos reales, dirigida por Kai Parlange. 
Narra la historia de Lázaro, quien está secuestrado y aislado completamente del mundo. Al borde de la muerte y soportando la posibilidad de que nunca lo liberen, un profundo deseo de libertad y consciencia le muestran la verdadera naturaleza inquebrantable del espíritu humano.

## Sinopsis
Lázaro (Kuno Becker) es secuestrado y encerrado en un cuarto de 3x1.5 metros, diariamente recibe agua y comida a través de una rendija. Su único contacto con el mundo exterior es la música que escucha en una vieja grabadora. Tras ser obligado a revelar información personal de sus familiares, siente que los ha traicionado y cae en una profunda depresión, por lo que decide abandonarse a la muerte.
Está basada en una historia real que muestra cómo la voluntad de un hombre para vivir y la fuerza de su espíritu es irrompible.

## Elenco
| Actor/Actriz                 | Personaje que interpreta |
| ---------------------------- | ------------------------ |
| Kuno Becker                  | Lázaro                   |
| Ana Serradilla               | María                    |
| Hernán Mendoza               | KDT                      |
| Marina de Tavira             | Doña Josefa              |
| Juan Pablo Medina            | Don Pedro Joven          |
| Roberto Sosa                 | Taxista                  |
| Adriana Louvier              | Marta                    |
| Alejandro Barrios “El Guate” | Anteojos                 |
| Gerardo Taracena             | Tenso                    |
| Rocío Verdejo                | Greñas                   |

## Festivales
| Festival                                           | Descripción                                                                                     |
| -------------------------------------------------- | ----------------------------------------------------------------------------------------------- |
| Festival Internacional de Cine de Guadalajara 2013 | Ganó los premios a “Mejor Actor” y “Premio del Público”, en la sección Largometraje de Ficción. |